# 安家洞 (小惑星)
安家洞（あっかどう、5679 Atsukadou) は小惑星帯の小惑星である。北海道の北見観測所で、円舘金と渡辺和郎が発見した。
岩手県岩泉町に立地する日本最長の鍾乳洞、安家洞から命名された。